# Entercom
Entercom Communications Corporation — американская радиовещательная компания и радиосеть, штаб-квартира расположена в Филадельфии, штат Пенсильвания. Основана в 1968 году, является второй по размеру радиокомпанией США с 235 радиостанциями на 48 медиарынках.
В ноябре 2017 года Entercom объединилась с CBS Radio.

## История
Entercom был основано 21 октября 1968 года Джозефом М. Файелдом, который рассчитывал, что FM вещание в конечном счёте обойдёт вещание на средних волнах (АМ) и станет лидирующим форматом.

### 1990-е годы
В ходе 1990-х годов Федеральная комиссия по связи ослабила ограничения на владение радиостанциями, что давало возможность действующим игрокам расширить сферу присутствия на уже имевшихся рынках.
В апреле 1995 года за 24,5 млн долл. были приобретены три радиостанции в Портленде, Орегон (транслировавшие классический и современный рок KGON и KMUZ-FM, а также спортивная KFXX).
В январе 1999 года Entercom вышла на IPO, в ходе которого была оценена в 236 млн долл. В июле Sinclair Broadcast Group за 821,5 млн долл. продала 43 радиостанции на 8 медиа рынках (Канзас-Сити, Милуоки, Новый Орлеан, Лос-Анджелес, Мемфис, Буффало, Нью-Йорк, Норфолк и Скрантон/Уилкс-Барре), что стало крупнейшей сделкой в истории Entercom.. После этого Entercom стала пятым по величине радиовещателем в США с 88 станциями на 17 рынках (удвоение показателей по сравнению со временем до сделки). В том же году было объявлено, что компания не будет транслировать музыку, пропагандирующую насилие.

### 2000-е и 2010-е годы
В мае 2014 был запущен проект SmartReach Digital в сфере интернет-маркетинга для малого и среднего бизнеса.
8 декабря 2014 было объявлено о покупке за 105 млн долл. Lincoln Financial Media, контролировавшей 14 радиостанций в Атланте, Денвере, Майами и Сан-Диего. В соответствии с требованиями ФКС Entercom обменяла получаемые по итогам сделки четыре радиостанции в Денвере (KOSI-FM, KYGO-FM, KKFN-FM и KEPN-AM) на принадлежащую Bonneville лос-анджелесскую KSWD и 5 млн долл. дополнительных выплат. Сделка была закрыта в ноябре следующего года.
В октябре 2016 года стало известно о покупке радиостанций WBT AM/FM, WLNK-FM и WFNZ-AM в городе Шарлотт у Beasley Broadcast Group за 24 млн долл.
3 августа 2017 года было объявлено о покупке 45 % акций стартапа Cadence13 (бывшее DGital Media), занимающегося продажей рекламы и дистрибуцией ряда подкастов.

#### Объединение с CBS Radio
2 февраля 2017 года стало известно о достижении соглашения об объединении с CBS Radio, что давало Entercom представительство в 23 из 25 главнейших внутренних рынках и делало компанию вторым по размеру владельцем радиостанций в США после iHeartMedia. Также была отключена радиостанция KDND в Сакраменто с возвратом её лицензии ФКС, в то время как её программирование перешло на сестринскую радиостанцию KUDL.
26 сентября 2017 года KSOQ-FM, WGGI и KSWD были проданы Educational Media Foundation..
С целью соблюдения ограничений федерального законодательства Entercom сообщила о планах по продаже 15 радиостанций 1 ноября 2017 года стало известно о получении соглашения с департаментом юстиции США, одобряющего сделку с CBS Radio. и обмену активами с iHeartMedia и Beasley Broadcast Group в Бостоне, Сиэтле, Ричмонде и Чаттануге, а также соглашение на местном уровне с Bonneville International Corporation в Сан-Франциско и Сакраменто.
| Месторасположение | Владелец  | Радиостанция | Формат                   |
| ----------------- | --------- | ------------ | ------------------------ |
| Бостон            | CBS Radio | WBZ-AM       | Новостной                |
| Бостон            | CBS Radio | WZLX-FM      | Классический рок         |
| Бостон            | Entercom  | WKAF-FM      | Urban Adult Contemporary |
| Бостон            | Entercom  | WRKO-AM      | Новостной/Разговорный    |
| Сиэтл             | CBS Radio | KFNQ-AM      | Спорт                    |
| Сиэттл            | CBS Radio | KJAQ-FM      | Adult Hits               |
| Сиэтл             | CBS Radio | KZOK-FM      | Классический рок         |

| Месторасположение | Радиостанция | Формат                |
| ----------------- | ------------ | --------------------- |
| Чаттануга         | WLND-FM      | Adult Hits            |
| Чаттануга         | WKXJ-FM      | Top 40                |
| Чаттануга         | WRXR-FM      | Active Rock           |
| Чаттануга         | WUSY-FM      | Кантри                |
| Ричмонд           | WBTJ-FM      | Urban                 |
| Ричмонд           | WRNL-AM      | Спорт                 |
| Ричмонд           | WRVA-AM      | Новостной/Разговорный |
| Ричмонд           | WRVQ-FM      | Top 40                |
| Ричмонд           | WRXL-FM      | Альтернативный рок    |
| Ричмонд           | WTVR-FM      | Adult Contemporary    |

| Месторасположение | Владелец  | Радиостанция | Формат |
| ----------------- | --------- | ------------ | ------ |
| Бостон            | CBS Radio | WBZ-FM       | Спорт  |

| Месторасположение | Радиостанция | Формат             |
| ----------------- | ------------ | ------------------ |
| Бостон            | WMJX-FM      | Adult Contemporary |

| Месторасположение | Владелец  | Радиостанция | Формат                   |
| ----------------- | --------- | ------------ | ------------------------ |
| Сан-Франциско     | CBS Radio | KMVQ-FM      | Top 40                   |
| Сан-Франциско     | Entercom  | KBLX-FM      | Urban Adult Contemporary |
| Сан-Франциско     | Entercom  | KOIT-FM      | Adult Contemporary       |
| Сан-Франциско     | Entercom  | KUFX-FM      | Классический рок         |
| Сакраменто        | CBS Radio | KHTK-AM      | Спорт                    |
| Сакраменто        | CBS Radio | KNCI-FM      | Кантри                   |
| Сакраменто        | CBS Radio | KYMX-FM      | Adult Contemporary       |
| Сакраменто        | CBS Radio | KZZO-FM      | Hot Adult Contemporary   |

9 ноября 2017 года ФКС окончательно одобрило сделку, дав шесть месяцев на достижение лимита собственности в Майами и Сан-Франциско., окончательное закрытие сделки состоялось 17 ноября 2017 года. Позже в этот же день Entercom представила обновлённый логотип и корпоративную стратегию, а также переформатировала нью-йоркскую WBMP, чикагскую WJMK и даласскую KVIL..
Вскоре после этого компания уведомила о продлении партнёрства со спортивными командами Minnesota Twins и Philadelphia Eagles.
19 июля 2018 года Entercom сообщил о покупке филадельфийской радиостанции WBEB за 57,5 млн долл. у Джерри Ли. В целях соответствия правилам на ограниченное долю владения, радиостанция WXTU была возвращена её прежнему владельцу в лице Beasley Broadcast Group.
3 августа 2018 года было объявлено о продаже Bonneville всех восьми радиостанций за 141 млн долл.